# 52334 Oberammergau
52334 Oberammergau este un asteroid din centura principală de asteroizi.

## Descriere
52334 Oberammergau este un asteroid din centura principală de asteroizi. A fost descoperit pe 30 martie 1992 la Tautenburg de Freimut Börngen. Asteroidul prezintă o orbită caracterizată de o semiaxă mare de 2,40 ua, o excentricitate de 0,13 și o înclinație de 3,0° în raport cu ecliptica.